# トム・ストイフバーゲン
- トム・ストゥイフベルゲン
- トム・ストフベルゲン
- トム・スタイフベルヘン
- トム・スタウフベルヘン

トム・ストイフバーゲン（Tom Stuifbergen, 1988年9月26日）は、オランダ王国北ブラバント州ブレダ出身のプロ野球選手(投手)。右投右打。現在はオランダの野球リーグであるホーフトクラッセのコレンドン・キンヘイムに所属している。
「GLOBAL BASEBALL MATCH 2015 侍ジャパン 対 欧州代表」では、「トム・ストゥイフベルゲン」と表記された。
兄のニック・ストイフバーゲンも野球選手で、2006年の第1回ワールド・ベースボール・クラシックのオランダ代表に選ばれている。

## 経歴

### オランダ球界時代
2005年6月4日にホーフトクラッセのアムステルダム・パイレーツでデビュー。

### ツインズ傘下時代
2006年8月に、ミネソタ・ツインズと契約を結んだ。またヨーロッパ野球選手権大会でオランダ代表としてのキャリアをスタートさせた。同年のハーレムベースボールウィークにも出場し、日本戦に先発している。11月には第16回IBAFインターコンチネンタルカップのオランダ代表に選出された。同大会では準優勝を経験している。
2007年にルーキーリーグのガルフ・コーストリーグでデビューを果たす。
2008年は怪我のため全休した。
2009年開幕前の3月に開催された第2回ワールド・ベースボール・クラシック(WBC)のオランダ代表に選出された。同大会では2度目のドミニカ共和国戦で先発登板し、4回を無失点に抑えて勝利に大きく貢献した。
シーズンでは1A-のアパラチアンリーグで13試合に先発し、5勝2敗、防御率3.28だった。特に制球が冴え、K/BB11.50は特筆に値する。
2010年も1Aミッドウェストリーグで6勝4敗、防御率2.98の好成績を残した。オフの10月には第17回IBAFインターコンチネンタルカップのオランダ代表に2大秋連続2度目の選出を果たした。同大会では準優勝を経験している。
2011年以降は伸び悩み、1A＋フロリダ・ステートリーグで足踏みが続く。
2013年は2Aでプレーする。同年限りでツインズから解雇された。

### オランダ球界復帰
2015年からはフーフストクラッセのコレンドン・キンヘイムに所属することになり、オランダ球界に復帰した。
2011年9月20日に第39回IBAFワールドカップのオランダ代表に選出された。同大会ではヨーロッパの国としては、1938年大会のイギリス代表以来73年ぶりの優勝を果たした。この栄誉を称えて代表24人全員に「サー」の爵位が贈られ、ストイフバーゲンにも贈られた。
2013年開幕前の3月に開催された第3回WBCのオランダ代表に選出され、2大会連続2度目の選出となった。
2014年9月2日に第1回フランス国際野球大会のオランダ代表に選出された。同大会でオランダ代表は初代優勝国となった。大会終了後の12日に第33回ヨーロッパ野球選手権大会のオランダ代表に選出された。同大会ではオランダ代表が大会の記録である自国の20回の優勝を塗り替える3大会振り21度目の優勝を果たした。
2015年開幕前の2月17日に「GLOBAL BASEBALL MATCH 2015 侍ジャパン 対 欧州代表」の欧州代表に選出された。3月11日の第2戦に4番手で登板し、1回を投げている。
4月13日に第15回ワールドポート・トーナメントと第1回WBSCプレミア12のオランダ代表予備ロースターに選出された。
オフの10月12日に第1回WBSCプレミア12のオランダ代表候補選手36名に選出され、10月20日に第1回WBSCプレミア12のオランダ代表選手28名に選出された。
2016年7月9日に第28回ハーレムベースボールウィークのオランダ代表に選出された。
2017年開幕前の2月7日に同年のアメリカ遠征のオランダ代表に選出された。2月9日に第4回WBCのオランダ代表に選出され、3大会連続3度目の選出を果たした。オフの10月13日にイタリア代表との親善試合である「ヨーロピアン・ベースボール・シリーズ」のオランダ代表に選出された。

## 選手としての特徴
右投手で150キロ前後のストレートに加えてツーシームやスライダー、チェンジアップを放る。主にセットアッパーやクローザーをしている。

## 詳細情報

### 代表歴
- 2006 IBAFインターコンチネンタルカップ オランダ代表
- 2006 ハーレムベースボールウィーク オランダ代表
- 2009 ワールド・ベースボール・クラシック・オランダ代表
- 2010 インターコンチネンタルカップ オランダ代表
- 2011 IBAFワールドカップ オランダ代表
- 2013 ワールド・ベースボール・クラシック・オランダ代表
- 2014年フランス国際野球大会オランダ代表
- 2014年ヨーロッパ野球選手権大会オランダ代表
- 2015 WBSCプレミア12 オランダ代表
- 2016 ハーレムベースボールウィーク オランダ代表
- 2017 ワールド・ベースボール・クラシック・オランダ代表
- 2019年ヨーロッパ野球選手権大会オランダ代表
- 2019 WBSCプレミア12 オランダ代表